# Cyperus hesperius
Cyperus hesperius är en halvgräsart som beskrevs av Karen Louise Wilson. Cyperus hesperius ingår i släktet papyrusar, och familjen halvgräs.
Artens utbredningsområde är Western Australia. Inga underarter finns listade i Catalogue of Life.